# 241538 Chudniv
241538 Chudniv este un asteroid din centura principală de asteroizi.

## Descriere
241538 Chudniv este un asteroid din centura principală de asteroizi. A fost descoperit pe 10 martie 2010 la observatorul astronomic din Andrușivka. Asteroidul prezintă o orbită caracterizată de o semiaxă mare de 2,76 ua, o excentricitate de 0,12 și o înclinație de 11,0° în raport cu ecliptica.